# ソワニエ看護専門学校
ソワニエ看護専門学校（そわにえかんごせんこんがっこう）は、岡山県岡山市中区倉田にある、私立の看護系専門学校。
1995年4月、岡山県民主医療機関連合会（民医連）に加盟する公益財団法人林精神医学研究所の教育機関として開校。「ソワニエ」（soigner）とはフランス語で「世話をする」「看護する」「大切にする」の意。

## 沿革
- 1995年4月7日 - 開校
- 1997年2月26日 - 厚生大臣より看護婦養成所指定規則変更を承認
- 1999年4月19日 - 岡山県知事より学則変更を承認
- 2001年12月 - 日本看護学校協議会へ加入
- 2002年12月 - 社会人の受け入れを開始
- 2005年3月10日 - 開校10周年記念式典を挙行

## 設置学科
- 看護学科（3年課程） - 募集定員は40名で男女共学

## 取得できる資格
- 看護師国家試験受験資格
- 保健師・助産師・養護教員の養成機関への受験資格
- 専門士（看護専門課程）称号取得
- 大学への編入資格

## 特色
設置の経緯から、設立母体を同じくする林道倫精神科神経科病院や、医療生協系列の岡山協立病院や水島協同病院を始め、民医連に加盟する病院ないしは診療所などで実習を行う事が多い。実習病院数は岡山県下随一。
精神科病院を母体とするため、2名の精神科専門の教員を配置。精神看護学実習の充実が図られている。

## 看護師国家試験合格率
(この節の出典)
| 看護師国家試験実施年(卒業年度) | 新卒者のみ(％) | 既卒者含む(％) | 全国平均(％) |
| ------------------------------ | -------------- | -------------- | ------------ |
| 2021年度（令和2年度）卒業生    | 85.4           | 82.6           | 90.4         |
| 2020年度(令和元年)卒業生       | 88.9           | 83.9           | 89.2         |
| 2019年度(平成30年度)卒業生     | 91.4           | 88.9           | 89.3         |
| 2018年度(平成29年度)卒業生     | 100.0          | 100.0          | 91.0         |

## 交通アクセス
- JR岡山駅から岡電バス「新岡山港行」または「岡山ふれあいセンター行」に乗車し、「旭東病院前」で下車
- 国道2号岡山バイパス沿い、倉田交差点から東へ徒歩約9分

## 関係者
- 林道倫 - 医師・精神医学者。運営母体である林精神医学研究所の創立者。
- 氏平三穂子 - 本校の元非常勤講師[6]。現在日本共産党岡山県議会議員。